# تد پولی
تد پولی (انگلیسی: Ted Poley؛ زادهٔ ۵ ژانویهٔ ۱۹۶۲) موسیقی‌دان، ترانه‌پرداز اهل ایالات متحده آمریکا است. وی از سال ۱۹۸۳ میلادی تاکنون مشغول فعالیت بوده است.